# Kasteel van Ray-sur-Saône
Het Kasteel van Ray-sur-Saône (Frans: Château de Ray-sur-Saône) is een kasteel in de Franse gemeente Ray-sur-Saône. Het kasteel is een beschermd historisch monument sinds 2009.